# Bad Bramstedt
Bad Bramstedt là một đô thị ở huyện Segeberg, bang Schleswig-Holstein, Đức. Đô thị Bad Bramstedt có diện tích 24,14 km², dân số thời điểm ngày 31 tháng 12 năm 2006 là 13.522 người. Đô thị này có cự ly khoảng 40 km về phía bắc của Hamburg.

## Cư dân
- Oskar Alexander (1881 - 1942).
- Arved Fuchs.
- Karl Lagerfeld.
- Siegfried Liebschner (1935 - 2006).
- Charles I.D. Looff (1852 - 1918).
- Heinrich Christian Schumacher (1780-1850).
- Augusta Louise zu Stolberg-Stolberg (1753-1835).
- Friedrich Leopold zu Stolberg-Stolberg (1715-1819).